# Vera Thulin
Vera Julia Thulin (posteriorment Mirsky, Uppsala, 7 de juny de 1893 – Estocolm, 9 d'abril de 1974) va ser una nadadora sueca que va competir als Jocs Olímpics d'Estiu de 1912, on disputà dues proves del programa de natació. En la prova dels 100 metres lliures quedà eliminada en sèries, mentre en la prova dels relleus 4x100 metres lliures fou quarta amb l'equip suec, formant equip amb Greta Johansson, Greta Carlsson i Sonja Johnsson.
La seva germana Willy va disputar la prova de palanca de 10 metres del programa de salts en aquests mateixos Jocs.